# Lajos Kutasi
Lajos Kutasi (12. oktober 1915 – 1. januar 2007) var en ungarsk udendørshåndboldspiller som deltog under Sommer-OL 1936.
Han var en del af det ungarske udendørshåndboldhold, som kom på en fjerdeplads i den olympiske turnering. Han spillede tre kampe.